# テッド・ディッチバーン
エドウィン・ジョージ・"テッド"・ディッチバーン（Edwin George "Ted" Ditchburn, 1921年10月24日 - 2005年12月26日）は、イングランド・ジリンガム出身のサッカー選手。ポジションはGK。
イングランド代表が初出場した1950 FIFAワールドカップの代表メンバー。プロキャリアの全てをトッテナム・ホットスパーFCで過ごした。1950-51シーズンのトッテナムのリーグ初優勝に正GKとして貢献。トッテナム歴代6位となる公式戦通算452試合に出場した。

## 経歴

### クラブ経歴
1937年にトッテナム・ホットスパーFCに加わるまでは製紙工場で働いていた。戦時中、イギリス空軍に加わった後、終戦後の1946年8月31日にトッテナムでリーグデビューを果たした。その後正GKとして定着し、1948年4月から1954年3月まで247試合連続出場している。1949-50シーズンから就任したアーサー・ロウ監督の下で、そのシーズンの2部リーグ優勝、その翌シーズンのクラブ史上初となる1部リーグ優勝に貢献した。1958年にトッテナムを退団。通算452試合に出場し、それまでのプロリーグ参戦以降のクラブ最多出場記録だったジミー・ディモックの438試合を抜き、歴代1位の出場数を数えた。現在でも歴代6位の出場数であり、GKとしてはパット・ジェニングス(590試合)に次ぐクラブ2位の出場数である。

### 代表経歴
1948年12月にスイス代表との試合でイングランド代表デビューを果たし、6-0での勝利に貢献した。1950年、イングランド代表が初出場した1950 FIFAワールドカップの代表メンバーに同僚のアルフ・ラムゼイ、ビル・ニコルソン、エディ・ベイリーと共に選ばれたが、試合の出場は無かった。

## タイトル
- リーグ:1950-51
- チャリティ・シールド:1951